# Сысенко, Владимир Анатольевич
Влади́мир Анато́льевич Сысе́нко (укр. Володимир Анатолійович Сисенко; род. 19 апреля 1962, Шахринав, Гиссарский район, Таджикская ССР) — советский и украинский футболист, защитник. Главный тренер «Полтавы». 

## Карьера

### Клубная
В 1980—1983 годах и в 1986—1989 годах выступал за «Памир», провёл за это время во всех турнирах 119 матчей (из которых 19 в Высшей лиге СССР), становился победителем Первой лиги. В 1984—1985 годах защищал цвета самаркандского «Динамо». Сезон 1990 года провёл в «Кубани». В 1991 году выступал за «Новбахор». В 1992 году подписал контракт с «Ворсклой». Сезон 1995 года начал в «Океане», после чего вернулся в «Кубань», где и завершил сезон. В 1996 году перешёл в «Рубин». Выступал в чемпионате Узбекистана за «Зарафшан» и в чемпионате Казахстана за «Жетысу».

### Тренерская
В 2011—2014 годах был главным тренером «Полтавы». С 2019 года вновь руководит командой.

## Достижения
- Победитель Первой лиги СССР: 1988
- Победитель 7-й зоны Второй лиги СССР: 1984